# 受領功過定
受領功過定（ずりょうこうかさだめ）とは、平安時代中期に太政官において行われた任期を終えた受領に対する成績審査。除目や叙位の際に参考資料とされた。

## 概要
律令制衰退後の地方制度改革の一環として延喜15年12月8日（916年1月22日）付宣旨により始まった。国司に対する成績審査は、律令制の考課でも行われていたが、受領功過定では受領国司のみを対象とした。また、正税や庸調・官物などの財政的事項を評価の重点項目とし、責任範囲を任中、すなわち在任期間分に限定している。また、『江家次第』では「功課」の文字が用いられており、誤記説と“過”の字を避けた別表記とする説がある（なお、「考課」ではなく「功過」と表記したのは、かつての考課で重視された撫民・勧農が顧みられなくなって、もっぱら徴税実績のみが評価の対象になったからとする村井康彦の説もある）。
任期を終えて勘解由使による公文の勘会（審査）を通った前の受領（公文勘済の「旧吏」）は、翌年の除目・叙位を前に受領在任中の自らの功績を記した功過申文と呼ばれる申文を天皇に提出し、天皇はこれを太政官に下す。一方、太政官側も主計寮・主税寮より諸国の旧吏の功過に関する記録を勘文（これらの勘文を特に「大勘文」と称する）として12月20日以前に太政官及び蔵人所に提出させた。天慶8年（945年）以後は勘解由使も勘文を提出するようになる（更に10世紀後期以後は必要に応じて修理職・大炊寮・穀倉院などの諸司に対しても勘文提出が命じられ、寺社の修理や臨時の徴収などを理由に各司に納付を命じられた徴収に関して、両寮や勘解由使だけでは十分に分からない事項についても調査された）。申文は蔵人頭が整理した後に蔵人や外記がその内容を吟味して、受領功過定を担当する上卿が申文の後ろに勘文が継ぎ貼りされているのを確認した後に天皇の総覧に付された。天皇は総覧後にこの内容を元にして大臣に対して勘文が継ぎ貼りされた申文を改めて下すとともに公卿を召集して功過定の審議を行うように命じた。
審議は上卿（『江家次第』では大納言が務めるとする）とする陣定形式で開かれた。出席した参議3人のうち1人が、受領が提出した申文と主計・主税寮の大勘文の突き合わせを行う。次の1人が勘解由使の大勘文を読み上げる。最後の1人が審議の終了後に決定の草案である「定文」を作成する。
受領功過定の審査において、提出された公文の記載の正確さ、前任者の実績の比較などが審査された。特に問題とされるのは次の項目であったとされている。
- 調庸惣返抄
- 雑米惣返抄
- 勘済税帳
- 封租抄
この4つは、主計寮・主税寮の大勘文によって、在任中（通常は4年間分）に中央に納入する庸・調・雑米・封租がきちんと納められて、返抄（領収書）などの証明書が発行されているかどうかを確認する。本来はこの4つが審査対象であった。

- 新委不動穀若干穀
康保元年（964年）に新たに評価に加えられたもので、正税の主となる不動穀に充てる租税徴収に関する報告で、正税運営が正しく行われているか否かを判断する。上記4つとともに受領の主たる活動である任国での徴税と上納が順調にいっているかを判断する。

- 率分
天暦6年（952年）以後、諸国の正税のうちの2割を平安京の大蔵省に設置された率分所に送らせて財政を補わせた。その送付状況について調査した。

- 斎院禊祭料
諸国から集められて、斎院の祭祀のために用いられた費用のこと。具体的な時期は不明であるが、960年代頃に功過定の対象とされた。

- 勘解由使大勘文
前述のように天慶8年（945年）以後に提出され、勘解由使が調べた正税・不動穀・糒・その他官物の増減・欠損に関する勘文を提出させ、主計・主税寮からの大勘文と対照させた。

審議は合格とするか、「過」（咎あり）とするか参加した公卿全員が一致するまで続けられ、その結果を定文に作成して、参加者全員の同意を得た後に大臣に奉られて、天皇に報告された。この際、無過（何の問題も無い）とされた受領は、次の叙位で治国賞によって1階分加階された。受領功過定は参加者全員一致によるものとされたために、「過」の状態が解消されたとする合意が成立するまでに何年も継続される例があり、寛治2年（1088年）、陸奥守として後三年の役を戦った源義家は、戦いを私戦と看做され、その期間の官物を正当な理由も無く未進しているとして陸奥守を罷免された上に受領功過定においてその弁済を求められ、10年後に白河法皇の介入によってその赦免が合意されるまで、官位の昇進を受けられなかった。
律令制度の衰退とその統治能力の低下を背景として受領功過定で問題にされたのは、民衆に対していかなる統治を行ってきたかではなく、民衆からどれだけ多くの租税を集めて朝廷財政に貢献したのか（すなわち徴税請負人としての能力）という点であった。一方、受領功過定を受ける側も在任中に徴税の際に自らも利得の配分を得て莫大な利潤を手にしていた。このため、受領功過定を無過にて通ることで更なる上位の官位を望み、もしくは別の国の受領に任命されることを期待して申文作成などによって朝廷財源への貢献実績をアピールしたのである。また、申文作成は受領の赴任にあたって行われる「受領罷申」の儀式と対となっていた。この儀式は受領が赴任の際に天皇に拝謁して現地統治に関する詔書と禄を授かるものであるが、詔書には治国の職責を果たした受領に賞を与えることが明記される慣例があり、それ故に受領は任期を終えた際に詔書の内容を果たした旨を天皇に報告するとともに詔書に記された賞を求めることが出来た。功過申文はそのために作成された文書であり、それ故に申文の提出先が天皇とされていたのである。
受領功過定は摂関政治の全盛期とされている10世紀後半から11世紀初頭にかけてもっとも盛んに行われ、有名無実化が進展する朝廷の財政収入確保の観点の存在もあり、摂関政治期の太政官における重要な業務の1つとなっていった。藤原公任の『北山抄』には「功過之定、朝之要事也」（巻10吏途指南）という一文が掲げられている。ところが反面においてこの時期になると、受領功過定の役割が急速に減少していくことになる。まず、公文勘済の要件が緩和されて受領功過定で受領が追及されることが少なくなったことである。次に受領功過定の対象は律令財政および延長にある財政収入のみであり、しかもそれらは既に形骸化された『延喜式』に定められた数字（式数）を元にした固定化された数字に実際の済物の納入実績（その方法は律令財政の手続に則していない）を当てはめているだけで、なおかつ諸司や院宮家に納入する部分は受領と納入先の協議に処理されていたことから、受領功過定どころか勘会の対象ですらなかった。更に律令財政系以外の臨時収入、例えば召物・国宛・成功およびその他の臨時賦課は原則として審理の対象から外れており、時代が下るにつれて国家財政収入全体に占めるそれらの地位が大きくなっていくと、反対に受領功過定で審査される部分が占める部分が小さくなっていった。最後に受領の任命基準が大きく変化した事である。摂関期の後半、藤原道長の御堂流による摂関家継承が固定化すると、摂関家の家司など摂関家に奉仕する立場にある側近の人々が摂政・関白の介入を受ける形で受領に任じられることが多くなった。彼らは受領功過定において多少の問題があっても、庇護者である摂政・関白（この時期では藤原道長・頼通父子）に遠慮して見逃すことが多かった。受領に任じられた側近達もこうした事情を利用して更に財産を蓄積して摂関家に奉仕し、重任（同じ国の受領に再任）・遷任（別の国の受領に異動）・延任（任期の延長）などの形で人事面において報いられた。12世紀初頭になると、摂関政治に代わって院政が開始されるが、受領人事に介入する「権力者」が摂関家から治天の君である院に、受領に任じられる「側近」が摂関家の家司から院司をはじめとする院近臣に代わっただけであった。
権力者による恣意的人事が横行すると、次のような弊害が生じるようになった。受領の任期を終えた者が受領功過定を受けることは本来次の任官を得るための必要条件とされていたが、受領の任期終了後も引き続き重任・遷任の形で新たな受領の任期が開始された場合には受領の任期が途切れるまで功過定は延期され、受領任期が途切れることは無かった場合には、5年以上経てから受領功過定が実施されるケースや受領任期が途切れることが無いまま受領本人の死去などによって功過定が実施されないケースも発生した。また、権力者の側近ではない一般の受領の受領功過定にも悪影響を与えた。受領功過定において治国の職責を果たしたとして高い評価を受けること（任中に職責を全て果たしたと評価された者は“任中”と称されて最高の評価が下された）は叙位の対象になるだけではなく、次の受領への任官の際にも優位な取扱いを受けていたが、 播磨国・伊予国・近江国を筆頭にした財政収入の多い国の国司は全て権力者の人事介入によって側近たちの間でたらい回しにされるようになり、その評価も受領功過定と無関係な成功や臨時賦課に対する実績に基づくようになった。加えて、封戸などの経済的基盤が形骸化して代わりとなる経済的収入を求める公卿や公卿クラスに上昇しても更なる経済的利益を求める院近臣などが事実上の受領に任じられる（ただし、公式には子弟が任じられる形式を採る）知行国制度が導入されると、一般の貴族が受領に任じられる可能性が低くなり、所謂“任中”と称された受領ですら再び受領になることは困難となった。
このように、受領功過定の審査内容が実態を伴わなくなった上、審査結果による褒賞が失われてしまったために、院政期には受領功過定そのものの有名無実化が進み、平安時代末期にはほとんど行われなくなった。